# Blaise Cendrars
Frédéric-Louis Sauser (La Chaux-de-Fonds, Neuchâtel, 1 de setembre de 1887 — París, 21 de gener de 1961) fou un escriptor suís en llengua francesa, conegut amb el nom de Blaise Cendrars, naturalitzat francès.
Va viatjar a molts països i va perdre el braç dret lluitant en la Primera Guerra Mundial com a membre de la legió estrangera. Es destaca per la seva obra poètica, que influí en surrealistes i modernistes, i particularment en Guillaume Apollinaire. La seva narrativa inclou novel·les de viatges, que reflecteixen la seva pròpia experiència.

## Obres
- Les Pâques à New York (1912)
- La prose du Transsibérien et de la petite Jehanne de France (1913)
- Le Panama ou les aventures de mes sept oncles (1918)

### Narrativa
- L'or (1925)
- Moravagine (1926)
- Le Plan de l'Aiguille (1929)
- Rhum (1930)
- L'homme foudroyé (1945)
- Bourlinguer (1949)
- Le lotissement du ciel (1949)